# Coupe du Président du Championnat du monde masculin de handball 2017
 (janvier 2017).
Si vous disposez d'ouvrages ou d'articles de référence ou si vous connaissez des sites web de qualité traitant du thème abordé ici, merci de compléter l'article en donnant les références utiles à sa vérifiabilité et en les liant à la section « Notes et références ».
Cet article détaille les matchs de la Coupe du Président du Championnat du monde 2017 de handball organisé en France du 11 au 29 janvier 2017.
Elle oppose les 8 équipes, non qualifiées à la phase finale, à l'issue du tour préliminaire (Groupes A, B, C et D). Cette coupe voit d'une part les cinquièmes des poules s'affronter en demi-finale et finale pour les places de 17 à 20 et, d'autre part, les sixièmes pour les places de 21 à 24.

## Lieu de compétition
Les Championnats du Monde de 2017 se tiennent du 11 au 29 janvier 2017, dans 8 lieux de rencontre différents. Les matchs de la Coupe du Président se déroulent dans la ville de Brest dans la Brest Arena d'une capacité de 4 111 spectateurs où évolue le Brest Bretagne Handball.

## Places de17eà20e
|  | Matches pour les places 17 à 20 | Matches pour les places 17 à 20 |                         |    | Match pour la 17e place | Match pour la 17e place |
|  | Matches pour les places 17 à 20 | Matches pour les places 17 à 20 |                         |    | Match pour la 17e place | Match pour la 17e place |
|  |                                 |                                 |                         |    |                         |                         |
|  | 21 janvier                      | 21 janvier                      |                         |    | 23 janvier              | 23 janvier              |
|  | 21 janvier                      | 21 janvier                      |                         |    | 23 janvier              | 23 janvier              |
|  | Pologne                         | 28                              |                         |    | 23 janvier              | 23 janvier              |
|  | Pologne                         | 28                              |                         |    | 23 janvier              | 23 janvier              |
|  | Tunisie                         | 26                              |                         |    | 23 janvier              | 23 janvier              |
|  | Tunisie                         | 26                              | Pologne                 | 24 |                         |                         |
|  | 22 janvier                      |                                 | Pologne                 | 24 |                         |                         |
|  |                                 | Argentine                       | 22                      |    |                         |                         |
|  | Arabie saoudite                 | Argentine                       | 22                      | 22 |                         |                         |
|  | Arabie saoudite                 |                                 |                         | 22 |                         |                         |
|  | Argentine                       | 24                              |                         |    |                         |                         |
|  | Argentine                       | 24                              | Match pour la 19e place |    |                         |                         |
|  |                                 |                                 |                         |    |                         |                         |
|  | 23 janvier                      |                                 |                         |    |                         |                         |
|  |                                 |                                 |                         |    |                         |                         |
|  | Tunisie                         | 39                              |                         |    |                         |                         |
|  | Tunisie                         | 39                              |                         |    |                         |                         |
|  | Arabie saoudite                 | 30                              |                         |    |                         |                         |
|  | Arabie saoudite                 | 30                              |                         |    |                         |                         |

### Demi-finales de classement
| 21 janvier 2017 16:00 UTC+01:00 | Pologne                | 27 - 26   | Tunisie          | Brest Arena, Brest Affluence : 3 600 Arbitrage : Reveret, Pichon |
| 21 janvier 2017 16:00 UTC+01:00 | Przemyslaw Krajewski 8 | (15 - 11) | Amine Bannour 10 | Brest Arena, Brest Affluence : 3 600 Arbitrage : Reveret, Pichon |
| 21 janvier 2017 16:00 UTC+01:00 | ×2 ×5 ×1               | Rapport   | ×2 ×4            | Brest Arena, Brest Affluence : 3 600 Arbitrage : Reveret, Pichon |

| 22 janvier 2017 16:00 UTC+01:00 | Arabie saoudite   | 22 - 24  | Argentine          | Brest Arena, Brest Affluence : 4 114 Arbitrage : Pavicevic, Raznatovic |
| 22 janvier 2017 16:00 UTC+01:00 | Mohammed Alabas 6 | (8 - 10) | Federico Pizarro 6 | Brest Arena, Brest Affluence : 4 114 Arbitrage : Pavicevic, Raznatovic |
| 22 janvier 2017 16:00 UTC+01:00 | ×2 ×6             | Rapport  | ×3                 | Brest Arena, Brest Affluence : 4 114 Arbitrage : Pavicevic, Raznatovic |

### Match pour la17eplace
| 23 janvier 2017 20:00 UTC+01:00 | Pologne                | 24 - 22   | Argentine                   | Brest Arena, Brest Affluence : 2 320 Arbitrage : Kolahdouzan, Mousaviyani |
| 23 janvier 2017 20:00 UTC+01:00 | Przemyslaw Krajewski 6 | (13 - 13) | Federico Gastón Fernández 8 | Brest Arena, Brest Affluence : 2 320 Arbitrage : Kolahdouzan, Mousaviyani |
| 23 janvier 2017 20:00 UTC+01:00 | ×3 ×4                  | Rapport   | ×3 ×4                       | Brest Arena, Brest Affluence : 2 320 Arbitrage : Kolahdouzan, Mousaviyani |

### Match pour la19eplace
| 23 janvier 2017 18:00 UTC+01:00 | Tunisie               | 39 - 30   | Arabie saoudite   | Brest Arena, Brest Affluence : 1 650 Arbitrage : Koo, Lee |
| 23 janvier 2017 18:00 UTC+01:00 | Khaled Haj Youssef 12 | (20 - 15) | Mohammed Alabas 9 | Brest Arena, Brest Affluence : 1 650 Arbitrage : Koo, Lee |
| 23 janvier 2017 18:00 UTC+01:00 | ×3                    | Rapport   | ×2                | Brest Arena, Brest Affluence : 1 650 Arbitrage : Koo, Lee |

## Places de21eà24e
|  | Matches pour les places 21 à 24 | Matches pour les places 21 à 24 |                         |    | Match pour la 21e place | Match pour la 21e place |
|  | Matches pour les places 21 à 24 | Matches pour les places 21 à 24 |                         |    | Match pour la 21e place | Match pour la 21e place |
|  |                                 |                                 |                         |    |                         |                         |
|  | 21 janvier                      | 21 janvier                      |                         |    | 23 janvier              | 23 janvier              |
|  | 21 janvier                      | 21 janvier                      |                         |    | 23 janvier              | 23 janvier              |
|  | Japon                           | 37                              |                         |    | 23 janvier              | 23 janvier              |
|  | Japon                           | 37                              |                         |    | 23 janvier              | 23 janvier              |
|  | Angola                          | 26                              |                         |    | 23 janvier              | 23 janvier              |
|  | Angola                          | 26                              | Japon                   | 29 |                         |                         |
|  | 22 janvier                      |                                 | Japon                   | 29 |                         |                         |
|  |                                 | Chili                           | 35                      |    |                         |                         |
|  | Chili                           | Chili                           | 35                      | 35 |                         |                         |
|  | Chili                           |                                 |                         | 35 |                         |                         |
|  | Bahreïn                         | 30                              |                         |    |                         |                         |
|  | Bahreïn                         | 30                              | Match pour la 23e place |    |                         |                         |
|  |                                 |                                 |                         |    |                         |                         |
|  | 23 janvier                      |                                 |                         |    |                         |                         |
|  |                                 |                                 |                         |    |                         |                         |
|  | Angola                          | 26                              |                         |    |                         |                         |
|  | Angola                          | 26                              |                         |    |                         |                         |
|  | Bahreïn                         | 32                              |                         |    |                         |                         |
|  | Bahreïn                         | 32                              |                         |    |                         |                         |

### Demi-finales de classement
| 21 janvier 2017 14:00 UTC+01:00 | Japon               | 37 - 26   | Angola                 | Brest Arena, Brest Affluence : 3 017 Arbitrage : Kolahdouzan, Mousaviyan |
| 21 janvier 2017 14:00 UTC+01:00 | Shinnosuke Tokuda 8 | (18 - 14) | Sergio Avelino Lopes 9 | Brest Arena, Brest Affluence : 3 017 Arbitrage : Kolahdouzan, Mousaviyan |
| 21 janvier 2017 14:00 UTC+01:00 | ×3                  | Rapport   | ×1 ×4                  | Brest Arena, Brest Affluence : 3 017 Arbitrage : Kolahdouzan, Mousaviyan |

| 22 janvier 2017 14:00 UTC+01:00 | Chili                                | 35 - 30   | Bahreïn               | Brest Arena, Brest Affluence : 3 600 Arbitrage : Koo, Lee |
| 22 janvier 2017 14:00 UTC+01:00 | Rodrigo Salinas et Esteban Salinas 8 | (18 - 14) | Husain Ali Alsayyad 8 | Brest Arena, Brest Affluence : 3 600 Arbitrage : Koo, Lee |
| 22 janvier 2017 14:00 UTC+01:00 | ×2 ×5                                | Rapport   | ×4 ×7                 | Brest Arena, Brest Affluence : 3 600 Arbitrage : Koo, Lee |

### Match pour la21eplace
| 23 janvier 2017 15:00 UTC+01:00 | Japon         | 29 - 35   | Chili                | Brest Arena, Brest Affluence : 3 200 Arbitrage : Reveret, Pichon |
| 23 janvier 2017 15:00 UTC+01:00 | Yuto Agarie 9 | (12 - 17) | Sebastian Ceballos 7 | Brest Arena, Brest Affluence : 3 200 Arbitrage : Reveret, Pichon |
| 23 janvier 2017 15:00 UTC+01:00 | ×3 ×1         | Rapport   | ×3 ×2                | Brest Arena, Brest Affluence : 3 200 Arbitrage : Reveret, Pichon |

### Match pour la23eplace
| 22 janvier 2017 13:00 UTC+01:00 | Angola                     | 26 - 32   | Bahreïn            | Brest Arena, Brest Affluence : 3 200 Arbitrage : Pavicevic, Raznatovic |
| 22 janvier 2017 13:00 UTC+01:00 | Adelino Anderson Pestana 6 | (13 - 15) | Ali Merza Salman 8 | Brest Arena, Brest Affluence : 3 200 Arbitrage : Pavicevic, Raznatovic |
| 22 janvier 2017 13:00 UTC+01:00 | ×1 ×5                      | Rapport   | ×2 ×1              | Brest Arena, Brest Affluence : 3 200 Arbitrage : Pavicevic, Raznatovic |